# Steel Pier
Steel Pier er en 300-meter lang forlystelsespark bygget på en mole ved strandpromenaden i Atlantic City, New Jersey, overfor Hard Rock Hotel &amp; Casino Atlantic City (tidligere Trump Taj Mahal).

### Video
- "Steel Pier Remembered". KYW-TV CBS. Philadelphia.
- "Home video of Steel Pier Diving Bell taken in the 1960s"
- "Home video of Steel Pier Diving Horse taken in the 1960s"

39°21′27″N 74°25′08″V / 39.3575°N 74.419°V